# グランマ号

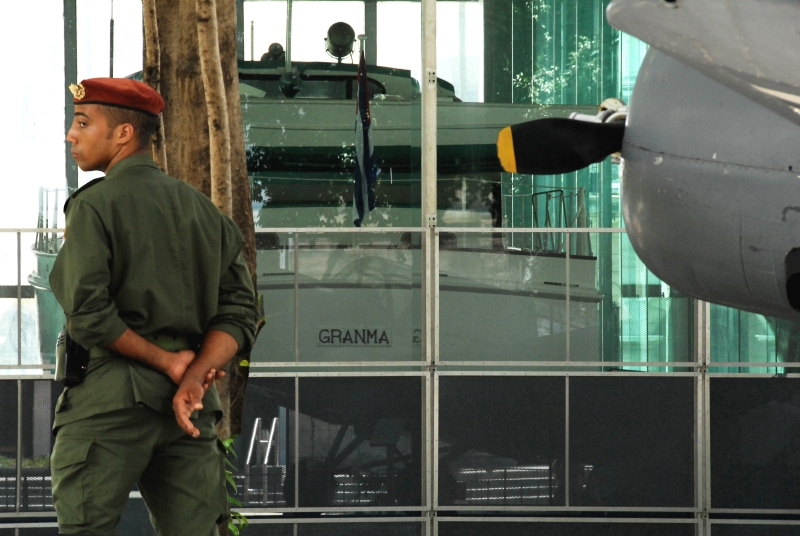
ハバナの革命博物館に静態保存されているグランマ号。

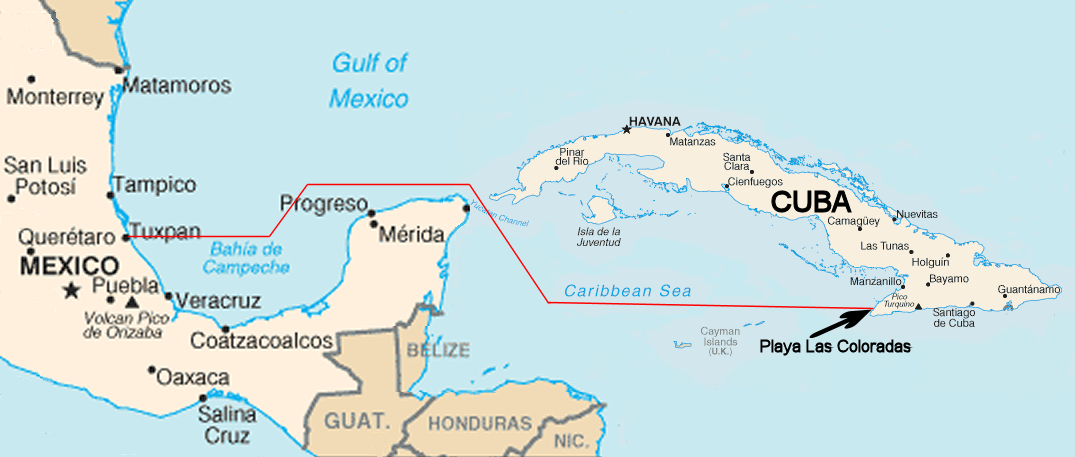
グランマ号の航路

グランマ号（Granma）とは、1956年のキューバ革命時にメキシコへ亡命していたフィデル・カストロがチェ・ゲバラら82名の仲間と共にキューバへ再上陸するのに使った船である。

## 概要
グランマ号は本来1943年頃に製造された定員12名のディーゼルエンジン駆動のクルーザーであった。カストロはアメリカ海軍のカタリナ飛行艇かクラッシュレスキューボート（海に墜落した航空機の乗員を救助する小型艇）を購入しようと試みたものの、資金不足のため中古のヨットとして売られていた本船を50,000メキシコ・ペソ（約15,000米ドル）で買うのがやっとだった。
船はメキシコのトゥスパンを1956年11月25日の深夜に出港し、1週間後の12月2日にキューバへ再上陸を果たすが、定員を遥かに超える82人もの兵士が乗り込んだために衛生環境が悪化し、さらに荒天でキューバ到着が予定より遅れて航海が長引いた事で、上陸する前に彼らの士気は相当下がっていたと言われる。更にカストロは事前に再上陸することを発表していたので、上陸後すぐにバティスタの政府軍に包囲されカストロを含む12人にまで減ってしまう（この時でさえ、ゲバラは、「まだ12人もいるじゃないか！」と前向きだったという）。
現在のキューバ共産党機関紙（事実上の国営新聞）は、この船を記念し『グランマ』と題されている。
現在はハバナの革命博物館に静態保存されている。